# Ilaria Borletti Buitoni
Ilaria Borletti Buitoni (Milaan, 22 maart 1955) is een Italiaans politica.
Borletti begon haar carrière bij de partij Scelta Civica, maar stapte in 2015 met enkele partijgenoten over naar de Democratische Partij.
In 2013 werd ze verkozen als gedeputeerde van de Kamer van Afgevaardigden, en werd in februari 2014 onderstaatssecretaris onder minister Massimo Bray in het Kabinet-Letta. Deze positie werd in december 2016 verlengd.